# Amoya
Amoya es un género de peces de la familia de los Gobiidae en el orden de los perciformes.

## Especies
- Amoya gracilis (Bleeker, 1875)
- Amoya madraspatensis (Day, 1868)
- Amoya moloanus (Herre, 1927
- Amoya signatus (Peters, 1855)